# Pseudeva
Pseudeva là một chi bướm đêm thuộc họ Noctuidae.

## Loài
- Pseudeva palligera Grote, 1881
- Pseudeva purpurigera Walker, 1858